# Locomotive FS E.404.000-004
Le locomotive E.404.000, 001, 002, 003 e 004 furono le prime motrici dei convogli sperimentali che poi diventarono gli ETR.500.

## Storia

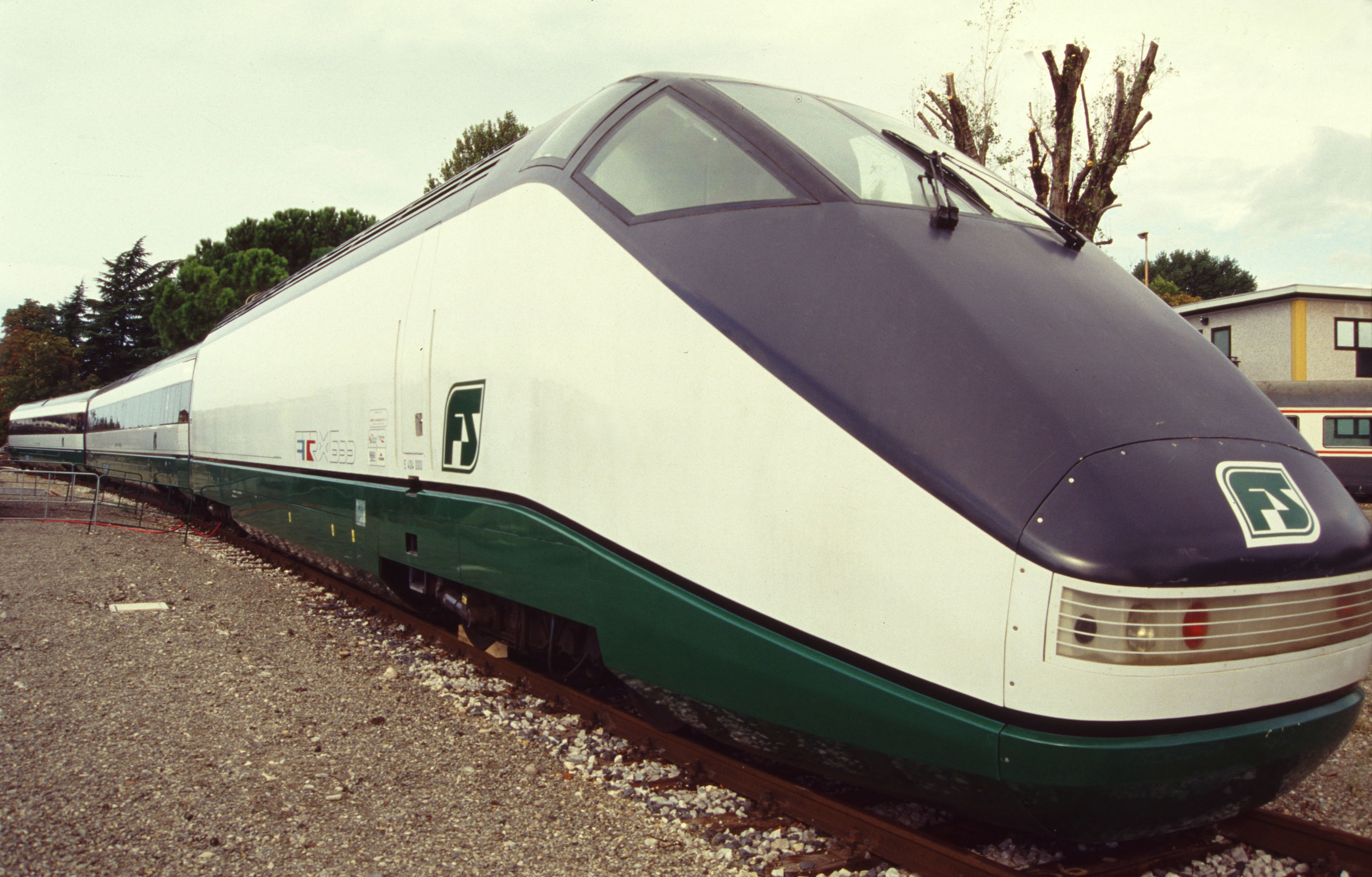
La E.404.000 con l'ETR X-500 in mostra al Dopolavoro Ferroviario di Bologna nel 1994.

### Progetto
Nel 1986 le Ferrovie dello Stato affidarono alla Breda l'incarico per la progettazione di un nuovo treno ad alta velocità; oltre alla Breda, collaborarono al progetto il gruppo Pininfarina (per l'aerodinamica), ABB Tecnomasio e Ansaldo Trasporti (per la parte relativa agli equipaggiamenti) e Fiat Ferroviaria (per quanto riguarda i carrelli). 
La locomotiva prototipo E.404.000 entrò in servizio l'11 aprile 1988 al traino dell'ETR X 500, un convoglio sperimentale formato anche da una carrozza laboratorio, da una carrozza scudo UIC-X in livrea rosso fegato con organi di aggancio modificati per poter essere agganciata alle nuove carrozze e da una locomotiva E.447, impiegata sia per garantire la reversibilità al treno sia per svolgere le prime prove di velocità al traino di quest'ultima. La E.447 era abilitata alla velocità di 240 km/h. Successivamente, al convoglio vennero aggiunte tre carrozze viaggiatori.

### Attività
Il 12 ottobre 1988 il convoglio ETR X 500 effettuò la sua prima corsa in autonomia, senza la presenza della locomotiva E.444. 
Il 25 maggio 1989 l'ETR X 500 stabilì il record italiano di velocità raggiungendo i 316 km/h sulla direttissima Roma-Firenze. Il record resistette fino al 1991, quando un ETR Y 500 raggiunse i 321 km/h.
Il 17 febbraio 1990 uscì dagli stabilimenti pistoiesi della Breda l'unità 001; nello stesso anno entrarono in servizio anche gli esemplari E.404.002-004, che andavano a comporre due convogli prototipo, gli ETR Y 500. I convogli Y erano formati, oltre che dalle due locomotive, da dieci carrozze passeggeri, di cui quattro di prima classe, cinque di seconda classe ed una ristorante con cucina.
Il compito dei convogli prototipo era quello di testare un treno completo e valutarne il comfort di marcia a bordo. Il primo dei due convogli completi ETR Y 500 entrò in servizio il 15 giugno 1990; con l'entrata in vigore dell'orario estivo del giugno 1991, i due convogli svolsero alcuni servizi commerciali, nei fine settimana, lungo la direttissima. 
Nonostante fossero stati prodotti i due treni ETR Y 500, il treno ETR X 500 continuò la sua attività sperimentale almeno fino al 1994. 
Esauriti i loro compiti, i prototipi vennero accantonati.

### Accantonamenti e recuperi
Nel 1997 la locomotiva E.404.000 venne accantonata su un binario tronco della stazione di Pontassieve, assieme al treno prototipo ETR-X.500 di cui faceva parte. Il 16 settembre 2005 le due carrozze laboratorio e la carrozza scudo vennero rimosse e trasferite a Firenze. 
Il 25 marzo 2014, a seguito dell'interessamento della Fondazione FS Italiane, la E.404.000 venne recuperata e trasferita nel DRS (Deposito Rotabili Storici) di Pistoia, in previsione del restauro estetico da parte dello stabilimento AnsaldoBreda e del successivo piazzamento come monumento a Pistoia.
I due esemplari 001 e 002, dopo un periodo di permanenza a Firenze, sono stati spostati a Pistoia. Restaurati esteticamente, sono stati esposti rispettivamente a Roma (poi Pistoia) e Torino. L'unità 001 è attualmente visibile su un tronchino afferente l'OGR di Foligno ed è ben conservata. L'unità 002 è in mostra a Torino poco dopo la stazione di Porta Susa (corso Stati Uniti). Le unità 003 e 004 invece sono rimaste a lungo abbandonate nello scalo merci di Pavia, fino al 21 aprile 2016, data in cui sono state inviate a San Giuseppe di Cairo per la demolizione.

## Livrea

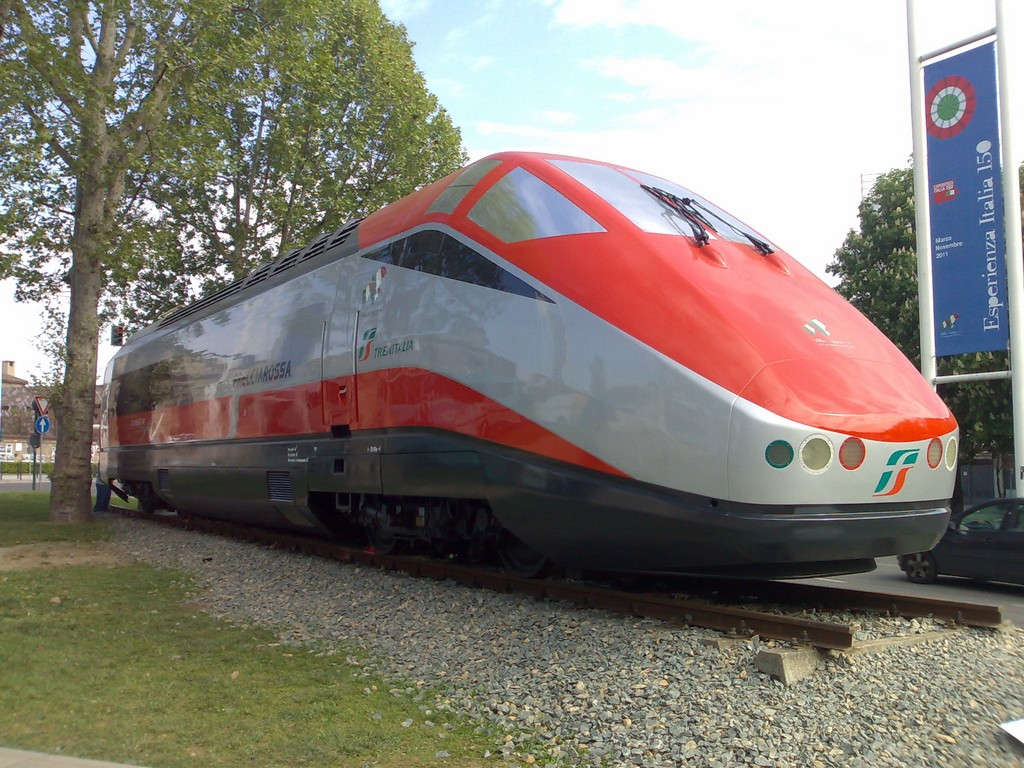
L'unità 002, in livrea Frecciarossa, esposta davanti alle OGR di Torino per i 150 anni dell'unità d'Italia

La livrea originale è quella che poi adottarono gli ETR 500 al loro ingresso in servizio, bianca con una fascia verde in basso e una nera in alto e sulla gran parte del muso.
Nel 1997, l'ETR Y 500 numero 1, venne pellicolato con una speciale livrea blu notte per una campagna pubblicitaria itinerante della Thomson che si svolse dal 10 febbraio al 4 marzo.
Le motrici 001 e 002, invece, furono verniciate all'inizio del 2011 in livrea Frecciarossa, che al vero non adottarono mai, in occasione dei festeggiamenti per i 150 anni dell'unità d'Italia. La E.404.001 venne inizialmente esposta a Roma e successivamente trasferita a Pistoia, mentre la 002 fu posizionata davanti alle ex OGR di Torino insieme alla 940.030.
Le altre tre unità (000, 003 e 004) hanno sempre rivestito la livrea d'origine.